# Washingtonská dohoda
Washingtonská dohoda (chorvatsky washingtonski sporazum; bosensky vašingtonski sporazum) byla dohoda o příměří mezi Republikou Bosna a Hercegovina a Chorvatskou republikou Herceg-Bosna, podepsaná 18. března 1994 ve Washingtonu, D.C. Podepsali ji bosenský premiér Haris Silajdžić, chorvatský ministr zahraničí Mate Granić a prezident Herceg-Bosny Krešimir Zubak.
Podle dohody bylo spojené území držené chorvatskými a bosenskými (v té době bosňáckými) vládními silami rozděleno do deseti autonomních kantonů, čímž byla založena Federace Bosny a Hercegoviny a ukončena chorvatsko-bosňácká válka. Byl vybrán kantonální systém, aby zabránil dominanci jedné etnické skupiny nad jinou.
Následně podepsaná Washingtonská rámcová dohoda měla za jeden z cílů vytvoření volné federace (či konfederace) mezi Chorvatskem a Federací Bosny a Hercegoviny.

## Pozadí
Válka vypukla mezi Herceg-Bosnou, podporovanou Chorvatskem, a Republikou Bosna a Hercegovina, podporovanou bosenskými mudžahedíny a chorvatskými obrannými silami. Trvala od 18. října 1992 do 23. února 1994 a je často považována za „válku ve válce“, protože byla součástí mnohem větší bosenské války. Boje se brzy rozšířily do střední Bosny a brzy do Hercegoviny, kde se v těchto oblastech odehrávala většina bojů.
Mezi lety 1992 a 1994 došlo k mnoha masakrům a zabíjením, jako etnické čistky v údolí Lašvy, masakr v Trusině, masakr v Ahmići, zabíjení v Sovići a Doljani, masakr ve Vitezu, masakr v Mokronoge, masakr v Grabovici, masakr v Uzdolu, masakr ve Stupni Do, masakr v Križančevu, masakr v Zenici, ostřelování Gornjiho Vakufu, masakr v Busovači a teroristický útok ve městě Stari Vitez. Bitvy, operace a obléhání byly v té době také běžné, jako bitva u Žepče, Bugojno, obléhání Mostaru, operace Neretva '93 a operace Tvigi 94.